# 五十嵐飛大
五十嵐 飛大（いがらし たかまさ、1989年4月2日 - ）は、日本の俳優である。
富山県出身。サンミュージックブレーン所属。血液型はO型。

## 出演

### テレビドラマ
- ガチバカ! 第4話 （2006年2月9日、TBS）
- ドラマ8キャットストリート 第2話 （2008年9月4日、NHK総合）
- インディゴの夜 第10・11・15話 （2010年1月、東海テレビ/フジテレビ）　-　雅也 役
- 大魔神カノン第6話 (2010年5月 テレビ東京)

### CF
- NTT西日本フレッツ光〜光のタイミング篇〜（2008年）
- 三井住友海上火災保険（2009年）

### プロモーションビデオ
- レミオロメン『恋の予感から』
- JUJU『PRESENT』

### 雑誌
- 横浜ウォーカー(2010年9月10日発売)角川マーケティング
- 女性自身(2010年9月27日発売)『半裸男子』動画配信

### 舞台
- Re-miniscence [Stylish shine!! PROJECT Vol.2] (2012年10月31日〜2012年11月4日、池袋シアターグリーンBIG TREE THEATRE)